# Bogdan Pigłowski
Bogdan Pigłowski (ur. 16 kwietnia 1949, zm. 7 stycznia 2009) – polski działacz opozycji antykomunistycznej w latach osiemdziesiątych XX wieku, drukarz prasy niezależnej, współtwórca Niezależnej Oficyny Wydawniczej „Nowa”.
Od jesieni 1976 r., w mieszkaniu jego i jego żony Zofii przy ul. Wałbrzyskiej w Warszawie oraz w mieszkaniu jego matki przy ul. Grójeckiej drukowane były pierwsze teksty powstającej właśnie Niezależnej Oficyny Wydawniczej NOWA. Teksty drukowane były przy użyciu wyżymaczki i kalki hektograficznej. Od lutego do kwietnia 1977 r., w mieszkaniu małżeństwa Pigłowskich za pomocą powielacza spirytusowego wydrukowano w nakładzie około 500 egz. broszury pt. ,,Wypadki czerwcowe i działalność KOR" i ,,W Imieniu Polskiej Rzeczypospolitej Ludowej...". W kolejnych latach mieszkanie małżeństwa Pigłowskich było wykorzystywane jeszcze kilkakrotnie jako drukarnia, a Bogdan Pigłowski udostępniał swój samochód na potrzeby wydawnictwa, oraz organizował papier, farby i uczestniczył w organizacji lokali na druk. W mieszkaniu Bogdana i Zofii Pigłowskich składane były wydawnictwa „Nowej”, „Komunikaty” KOR i „Biuletyn Informacyjny”. Był pracownikiem Centralnej Rady Związków Zawodowych, współorganizował wydawnictwo związkowe "NSZZ „Solidarność”.

## Odznaczenia
- Krzyż Oficerski Orderu Odrodzenia Polski (odznaczony 30 czerwca 2008)